# 洛克斯特福克 (阿拉巴马州)
洛克斯特福克（英文：Locust Fork），是美国阿拉巴马州布朗特县下属的一座城市。面积约为3.85平方英里（约合9.96平方公里）。根据2010年美国人口普查，该市有人口1,186人，人口密度为308.45/平方英里（约合119.08/平方公里）。

## 名称来源
1813年，安德鲁·杰克逊将军率领军队在该地一河流的岔口处驻营，并在一棵皂荚树上刻下了自己的名字，并将此地命名为“Locust Fork”（locust意为皂荚树，fork意为河流岔口）。